# Antarcturus weddelli
Antarcturus weddelli là một loài chân đều trong họ Antarcturidae. Loài này được Brandt miêu tả khoa học năm 1990.